# Robert Olesen
Robert Olesen (Chicago, 11 giugno 1967) è un ex bobbista statunitense.

## Biografia
Viene ricordato come vincitore di una medaglia di bronzo nella sua disciplina, ottenuta ai campionati mondiali del 1997 (edizione tenutasi a St. Moritz, Svizzera) insieme ai suoi connazionali Brian Shimer, Chip Minton e Randy Jones
Nell'edizione l'oro e l'argento andarono alla nazionali tedesche. Nella stessa edizione vinse anche un'altra medaglia di bronzo nel Bob a due.